# Lista siturilor arheologice din județul Tulcea - B
Lista siturilor arheologice din județul Tulcea - B conține toate siturile arheologice din județul Tulcea înscrise în Repertoriul Arheologic Național (RAN) și aflate în localități al căror nume începe cu litera B. RAN este administrat de Ministerul Culturii și Patrimoniului Național și cuprinde date științifice, cartografice, topografice, imagini și planuri, precum și orice alte informații privitoare la zonele cu potențial arheologic, studiate sau nu, încă existente sau dispărute.
Puteți căuta un sit din localitățile care încep cu litera B folosind formularul de mai jos sau puteți naviga prin toate siturile din județ la Lista siturilor arheologice din județul Tulcea.
| Cod RAN                                   | Denumire | Localitate                          | Adresă                                                  | Datare                            | Descoperit | Coordonate                                    | Imagine           | Erori            |
| ----------------------------------------- | --- | ----------------------------------- | ------------------------------------------------------- | --------------------------------- | ---------- | --------------------------------------------- | ----------------- | ---------------- |
| 159669.02.01                              | Așezarea romană de la Babadag-Vicus Nov(us) / ansamblu anonim (Categorie: locuire civilă) (Tip: Așezare rurală)                                                 | oraș Babadag                        | Vicus Nov(us)                                           | sec. II - IV                      |            | 44°52′35″N 28°41′11″E / 44.87639°N 28.68639°E | Încărcați imagine | Raportați eroare |
| 159669.04.01 (Cod LMI: TL-I-s-B-05736)    | Fortificația romano-bizantină de la Babadag - "Podul Topraichioi" / ansamblu anonim (Categorie: fortificație) (Tip: Fortificație)                               | oraș Babadag                        | Podul Topraichioi                                       | romano-bizantină sec. IV - VI     |            |                                               | Încărcați imagine | Raportați eroare |
| 159794.02.01 (Cod LMI: TL-I-s-B-05738)    | Așezarea romană de la Baia-la 2 km E de Gara Baia / ansamblu anonim (Categorie: locuire civilă) (Tip: Așezare)                                                  | sat Baia, comuna Baia               | la 2 km E de Gara Baia                                  |                                   |            |                                               | Încărcați imagine | Raportați eroare |
| 160494.01.01 (Cod LMI: TL-I-s-B-05739)    | Așezarea medievală de la Balabancea / ansamblu anonim (Categorie: locuire civilă) (Tip: Așezare)                                                                | sat Balabancea, comuna Hamcearca    |                                                         |                                   |            |                                               | Încărcați imagine | Raportați eroare |
| 160742.01.01 (Cod LMI: TL-I-s-B-05740)    | Așezarea din epoca romană de la Băltenii de Jos / ansamblu anonim (Categorie: locuire civilă) (Tip: Așezare)                                                    | sat Băltenii de Jos, comuna Beștepe |                                                         | sec. II - IV                      |            |                                               | Încărcați imagine | Raportați eroare |
| 159856.01.01 (Cod LMI: TL-I-s-B-05741)    | Așezarea Hamangia la Beidaud - "La Grădină" / ansamblu anonim (Categorie: locuire civilă) (Tip: Așezare)                                                        | sat Beidaud, comuna Beidaud         | La Grădină                                              | Hamangia                          |            |                                               | Încărcați imagine | Raportați eroare |
| 159856.04.01 (Cod LMI: TL-I-s-B-05744)    | Situl arheologic din epoca romană de la Beidaud / ansamblu anonim (Categorie: locuire) (Tip: Necropolă)                                                         | sat Beidaud, comuna Beidaud         |                                                         | romană                            |            |                                               | Încărcați imagine | Raportați eroare |
| 159856.04.02 (Cod LMI: TL-I-s-B-05744)    | Situl arheologic din epoca romană de la Beidaud / ansamblu anonim (Categorie: locuire) (Tip: Așezare)                                                           | sat Beidaud, comuna Beidaud         |                                                         |                                   |            |                                               | Încărcați imagine | Raportați eroare |
| 160760.01.01 (Cod LMI: TL-I-s-B-05745)    | Așezarea romano-bizantină de la Beștepe-în vatra satului / ansamblu anonim (Categorie: locuire civilă) (Tip: Așezare)                                           | sat Beștepe, comuna Beștepe         | în vatra satului                                        | sec. IV - VI                      |            |                                               | Încărcați imagine | Raportați eroare |
| 160760.02.01 (Cod LMI: TL-I-s-B-05746)    | Necropola romano-bizantină de la Beștepe / ansamblu anonim (Categorie: descoperire funerară) (Tip: Necropolă)                                                   | sat Beștepe, comuna Beștepe         |                                                         | sec. IV - VI                      |            |                                               | Încărcați imagine | Raportați eroare |
| 160760.03.01 (Cod LMI: TL-I-m-B-05747.02) | Situl arheologic de la Beștepe - "Cetate" / ansamblu anonim (Categorie: locuire) (Tip: Așezare)                                                                 | sat Beștepe, comuna Beștepe         | Cetate                                                  | sec. II - IV                      |            |                                               | Încărcați imagine | Raportați eroare |
| 160760.03.02 (Cod LMI: TL-I-m-B-05747.01) | Situl arheologic de la Beștepe - "Cetate" / ansamblu anonim (Categorie: locuire) (Tip: Necropolă)                                                               | sat Beștepe, comuna Beștepe         | Cetate                                                  | sec. IV - VI                      |            |                                               | Încărcați imagine | Raportați eroare |
| 160760.04.01 (Cod LMI: TL-I-m-A-05748.02) | Situl arheologic de la Beștepe - "Piatra lui Sava" / ansamblu anonim (Categorie: locuire) (Tip: Fortificație)                                                   | sat Beștepe, comuna Beștepe         | Piatra lui Sava                                         |                                   |            |                                               | Încărcați imagine | Raportați eroare |
| 160760.04.02 (Cod LMI: TL-I-m-A-05748.01) | Situl arheologic de la Beștepe - "Piatra lui Sava" / ansamblu anonim (Categorie: locuire) (Tip: Așezare)                                                        | sat Beștepe, comuna Beștepe         | Piatra lui Sava                                         |                                   |            |                                               | Încărcați imagine | Raportați eroare |
| 160760.05.01 (Cod LMI: TL-I-s-A-05749)    | Așezarea Latene de la Beștepe - "Piatra lui Boboc" / ansamblu anonim (Categorie: locuire civilă) (Tip: Așezare fortificată)                                     | sat Beștepe, comuna Beștepe         | Piatra lui Boboc                                        | geto-dacică sec. IV - III a. Chr. |            |                                               | Încărcați imagine | Raportați eroare |
| 160760.06.01 (Cod LMI: TL-I-m-B-05750.02) | Situl arheologic de la Beștepe-în partea de nord a satului / ansamblu anonim (Categorie: locuire civilă) (Tip: Așezare)                                         | sat Beștepe, comuna Beștepe         | în partea de nord a satului                             |                                   |            |                                               | Încărcați imagine | Raportați eroare |
| 160760.06.02 (Cod LMI: TL-I-m-B-05750.01) | Situl arheologic de la Beștepe-în partea de nord a satului / ansamblu anonim (Categorie: locuire civilă) (Tip: Așezare)                                         | sat Beștepe, comuna Beștepe         | în partea de nord a satului                             |                                   |            |                                               | Încărcați imagine | Raportați eroare |
| 160760.07.01 (Cod LMI: TL-I-m-B-05751.01) | Situl arheologic de la Beștepe-la 1,5 km N de sat / ansamblu anonim (Categorie: locuire civilă) (Tip: Așezare)                                                  | sat Beștepe, comuna Beștepe         | la 1,5 km N de sat                                      | geto-dacică sec. IV - III a. Chr. |            |                                               | Încărcați imagine | Raportați eroare |
| 160760.07.02 (Cod LMI: TL-I-s-B-05751)    | Situl arheologic de la Beștepe-la 1,5 km N de sat / ansamblu anonim (Categorie: locuire civilă) (Tip: Așezare)                                                  | sat Beștepe, comuna Beștepe         | la 1,5 km N de sat                                      | sec. II - III                     |            |                                               | Încărcați imagine | Raportați eroare |
| 160760.08.01 (Cod LMI: TL-I-s-A-05752)    | Fortificația Latene de la Beștepe - "Cetățuie" / ansamblu Cetate dacică (Categorie: fortificație) (Tip: Fortificație)                                           | sat Beștepe, comuna Beștepe         | Cetățuie                                                | geto-dacică sec. IV - III a. Chr. |            |                                               | Încărcați imagine | Raportați eroare |
| 159669.03.01 (Cod LMI: TL-I-s-B-05735)    | Situl arheologic de la Babadag - Geamia Ali-Gazi pașa / ansamblu anonim (Categorie: locuire) (Tip: așezare)                                                     | oraș Babadag                        | str. Geamiei nr.1/ 5/ 6, punct Geamia Ali-Gazi pașa     | sec. X-XVIII                      | 1991       | 44°53′36″N 28°43′21″E / 44.89333°N 28.7225°E  | Încărcați imagine | Raportați eroare |
| 159669.03.02 (Cod LMI: TL-I-s-B-05735)    | Situl arheologic de la Babadag - Geamia Ali-Gazi pașa / ansamblu anonim (Categorie: locuire) (Tip: așezare)                                                     | oraș Babadag                        | str. Geamiei nr.1/ 5/ 6, punct Geamia Ali-Gazi pașa     | sec. II - VI                      | 1991       | 44°53′36″N 28°43′21″E / 44.89333°N 28.7225°E  | Încărcați imagine | Raportați eroare |
| 159669.05.01                              | Așezarea medievală de la Babadag - lângă Biserica Sf. Gheorghe / ansamblu anonim (Categorie: locuire civilă) (Tip: Așezare)                                     | oraș Babadag                        | str. Fabricii, nr. 2, punct lângă Biserica Sf. Gheorghe | sec. XVII-XVIII                   | 2003       |                                               | Încărcați imagine | Raportați eroare |
| 159794.04.01                              | Necropola birituală de la Baia - Linia 812 Medgidia - Tulcea, km 79+450 - 79+600 / ansamblu anonim (Categorie: descoperire funerară) (Tip: Necropolă birituală) | sat Baia, comuna Baia               | Linia 812 Medgidia - Tulcea, km 79+450 - 79+600         | sec. VIII-X p.Chr                 |            | 44°42′17″N 28°41′58″E / 44.70472°N 28.69944°E | Încărcați imagine | Raportați eroare |
| 159794.04.02                              | Necropola birituală de la Baia - Linia 812 Medgidia - Tulcea, km 79+450 - 79+600 / ansamblu anonim (Categorie: descoperire funerară) (Tip: Necropolă tumulară)  | sat Baia, comuna Baia               | Linia 812 Medgidia - Tulcea, km 79+450 - 79+600         |                                   |            | 44°42′17″N 28°41′58″E / 44.70472°N 28.69944°E | Încărcați imagine | Raportați eroare |
| 159794.04.03                              | Necropola birituală de la Baia - Linia 812 Medgidia - Tulcea, km 79+450 - 79+600 / ansamblu anonim (Categorie: descoperire funerară) (Tip: neprecizat)          | sat Baia, comuna Baia               | Linia 812 Medgidia - Tulcea, km 79+450 - 79+600         | elenistică                        |            | 44°42′17″N 28°41′58″E / 44.70472°N 28.69944°E | Încărcați imagine | Raportați eroare |
| 159794.08.01 (Cod LMI: TL-I-m-A-05737.02) | Necropola tumulară de la Baia-la E de sat, pe malul lacului Golovița / ansamblu anonim (Categorie: descoperire funerară) (Tip: Necropolă tumulară)              | sat Baia, comuna Baia               | pe malul lacului Golovița                               | romană sec. II-III                |            | 44°42′18″N 28°42′11″E / 44.705°N 28.70306°E   | Încărcați imagine | Raportați eroare |
| 159794.01.01 (Cod LMI: TL-I-m-A-05737.01) | Tell-ul neolitic de la Baia-la E de sat, pe malul lacului Golovița / ansamblu anonim (Categorie: descoperire funerară) (Tip: Tell)                              | sat Baia, comuna Baia               | pe malul lacului Golovița                               | Hamangia                          |            |                                               | Încărcați imagine | Raportați eroare |
| 159794.07.01                              | Așezarea medievală timpurie de la Baia / ansamblu Așezarea medievală de la Baia (Categorie: așezare) (Tip: așezare)                                             | sat Baia, comuna Baia               |                                                         | sec. VIII-X                       | 2006       |                                               | Încărcați imagine | Raportați eroare |
| 159794.03.01                              | Tumulul de la Baia / ansamblu anonim (Categorie: descoperire funerară) (Tip: necropola tumulară)                                                                | sat Baia, comuna Baia               |                                                         | Yamnaia                           | 1924       |                                               | Încărcați imagine | Raportați eroare |
| 159794.03.01                              | Tumulul de la Baia / complex anonim (Categorie: descoperire funerară) (Tip: mormânt de inhumație)                                                               | sat Baia, comuna Baia               |                                                         | Jamnaia                           | 1924       |                                               | Încărcați imagine | Raportați eroare |
| 159794.05.01                              | Tell-ul eneolitic de la Baia- Boruz / ansamblu anonim (Categorie: așezare) (Tip: Tell)                                                                          | sat Baia, comuna Baia               | Boruz                                                   | gumelnița                         |            |                                               | Încărcați imagine | Raportați eroare |
| 159856.03.01                              | Cișmeaua romană de la Beidaud-La cișmea / ansamblu anonim (Categorie: construcție) (Tip: cișmea)                                                                | sat Beidaud, comuna Beidaud         | La cișmea                                               | romană                            |            |                                               | Încărcați imagine | Raportați eroare |
| 159669.06                                 | Situl arheologic de la Babadag-Autogară / ansamblu anonim (Categorie: locuire) (Tip: Locuire)                                                                   | oraș Babadag                        | Autogară                                                | sec. XVIII-XIX                    |            | 44°53′33″N 28°43′13″E / 44.89246°N 28.72034°E | Încărcați imagine | Raportați eroare |
| 159794.06                                 | Doua dolia de epoca romană târzie de la Bia-Stația de epurare (Categorie: locuire) (Tip: așezare)                                                               | sat Baia, comuna Baia               | Stația de epurare                                       |                                   |            |                                               | Încărcați imagine | Raportați eroare |
| 159669.01.01 (Cod LMI: TL-I-m-A-05734.04) | Situl arheologic de la Babadag - "Dealul Cetățuia" / ansamblu anonim (Categorie: locuire civilă) (Tip: Așezare fortificată)                                     | oraș Babadag                        | Dealul Cetățuia                                         | Babadag sec. XI - VII a. Chr.     | 1962       | 44°54′00″N 28°47′00″E / 44.9°N 28.78333°E     | Încărcați imagine | Raportați eroare |
| 159669.01.01 (Cod LMI: TL-I-m-A-05734.04) | Situl arheologic de la Babadag - "Dealul Cetățuia" / complex L1 (Categorie: locuire civilă) (Tip: locuință)                                                     | oraș Babadag                        | Dealul Cetățuia                                         |                                   | 1962       | 44°54′00″N 28°47′00″E / 44.9°N 28.78333°E     | Încărcați imagine | Raportați eroare |
| 159669.01.01 (Cod LMI: TL-I-m-A-05734.04) | Situl arheologic de la Babadag - "Dealul Cetățuia" / complex L2 (Categorie: locuire civilă) (Tip: locuință de suprafață)                                        | oraș Babadag                        | Dealul Cetățuia                                         |                                   | 1962       | 44°54′00″N 28°47′00″E / 44.9°N 28.78333°E     | Încărcați imagine | Raportați eroare |
| 159669.01.01 (Cod LMI: TL-I-m-A-05734.04) | Situl arheologic de la Babadag - "Dealul Cetățuia" / complex L3 (Categorie: locuire civilă) (Tip: locuință de suprafață)                                        | oraș Babadag                        | Dealul Cetățuia                                         |                                   | 1962       | 44°54′00″N 28°47′00″E / 44.9°N 28.78333°E     | Încărcați imagine | Raportați eroare |
| 159669.01.01 (Cod LMI: TL-I-m-A-05734.04) | Situl arheologic de la Babadag - "Dealul Cetățuia" / complex G. 2 (Categorie: locuire civilă) (Tip: groapă)                                                     | oraș Babadag                        | Dealul Cetățuia                                         | Babadag - II                      | 1962       | 44°54′00″N 28°47′00″E / 44.9°N 28.78333°E     | Încărcați imagine | Raportați eroare |
| 159669.01.01 (Cod LMI: TL-I-m-A-05734.04) | Situl arheologic de la Babadag - "Dealul Cetățuia" / complex G. 23 (Categorie: locuire civilă) (Tip: groapă)                                                    | oraș Babadag                        | Dealul Cetățuia                                         | Babadag - II                      | 1962       | 44°54′00″N 28°47′00″E / 44.9°N 28.78333°E     | Încărcați imagine | Raportați eroare |
| 159669.01.01 (Cod LMI: TL-I-m-A-05734.04) | Situl arheologic de la Babadag - "Dealul Cetățuia" / complex Gr. 1 (Categorie: locuire civilă) (Tip: groapă)                                                    | oraș Babadag                        | Dealul Cetățuia                                         | Babadag - III                     | 1962       | 44°54′00″N 28°47′00″E / 44.9°N 28.78333°E     | Încărcați imagine | Raportați eroare |
| 159669.01.01 (Cod LMI: TL-I-m-A-05734.04) | Situl arheologic de la Babadag - "Dealul Cetățuia" / complex anonim (Categorie: locuire civilă) (Tip: șanț de apărare)                                          | oraș Babadag                        | Dealul Cetățuia                                         | Babadag                           | 1962       | 44°54′00″N 28°47′00″E / 44.9°N 28.78333°E     | Încărcați imagine | Raportați eroare |
| 159669.01.02 (Cod LMI: TL-I-m-A-05734.03) | Situl arheologic de la Babadag - "Dealul Cetățuia" / ansamblu anonim (Categorie: locuire civilă) (Tip: Așezare)                                                 | oraș Babadag                        | Dealul Cetățuia                                         | geto-dacică sec. V - IV a. Chr.   | 1962       | 44°54′00″N 28°47′00″E / 44.9°N 28.78333°E     | Încărcați imagine | Raportați eroare |
| 159669.01.03 (Cod LMI: TL-I-m-A-05734.01) | Situl arheologic de la Babadag - "Dealul Cetățuia" / ansamblu anonim (Categorie: locuire civilă) (Tip: Fortificație)                                            | oraș Babadag                        | Dealul Cetățuia                                         | sec. IV - VI                      | 1962       | 44°54′00″N 28°47′00″E / 44.9°N 28.78333°E     | Încărcați imagine | Raportați eroare |
| 159669.01.04 (Cod LMI: TL-I-s-A-05734)    | Situl arheologic de la Babadag - "Dealul Cetățuia" / ansamblu anonim (Categorie: locuire civilă) (Tip: Așezare)                                                 | oraș Babadag                        | Dealul Cetățuia                                         | elenistică sec. IV - III a. Chr.  | 1962       | 44°54′00″N 28°47′00″E / 44.9°N 28.78333°E     | Încărcați imagine | Raportați eroare |
| 159669.01.05 (Cod LMI: TL-I-s-A-05734)    | Situl arheologic de la Babadag - "Dealul Cetățuia" / ansamblu anonim (Categorie: locuire civilă) (Tip: Necropolă de inhumație)                                  | oraș Babadag                        | Dealul Cetățuia                                         | sec. XI                           | 1962       | 44°54′00″N 28°47′00″E / 44.9°N 28.78333°E     | Încărcați imagine | Raportați eroare |
| 159669.01.06 (Cod LMI: TL-I-m-A-05734.02) | Situl arheologic de la Babadag - "Dealul Cetățuia" / ansamblu anonim (Categorie: locuire civilă) (Tip: așezare rurală)                                          | oraș Babadag                        | Dealul Cetățuia                                         | sec. II - VI                      | 1962       | 44°54′00″N 28°47′00″E / 44.9°N 28.78333°E     | Încărcați imagine | Raportați eroare |
| 159856.02.01 (Cod LMI: TL-I-m-A-05742.02) | Situl arheologic fortificat de la Beidaud / ansamblu Cetate de tip "pinten barat" (Categorie: locuire civilă) (Tip: Așezare fortificată)                        | sat Beidaud, comuna Beidaud         |                                                         |                                   |            |                                               | Încărcați imagine | Raportați eroare |
| 159856.02.02 (Cod LMI: TL-I-m-A-05742.01) | Situl arheologic fortificat de la Beidaud / ansamblu anonim (Categorie: locuire civilă) (Tip: Așezare fortificată)                                              | sat Beidaud, comuna Beidaud         |                                                         | geto-dacică                       |            |                                               | Încărcați imagine | Raportați eroare |